# Elecciones provinciales de Córdoba de 1948
Las elecciones generales de la provincia de Córdoba de 1948 tuvieron lugar el 5 de noviembre del mencionado año para elegir al Gobernador y Vicegobernador que completarían el inconcluso período 1946-1950, a los diputados y senadores provinciales para dicho período y a 15 convencionales constituyentes, a fin de que formaran parte de la Convención que reformarían la constitución nacional. Tras la reforma, el mandato del ejecutivo y los legisladores electos sería extendido por una cláusula transitoria hasta el 4 de junio de 1952. Fueron los últimos comicios provinciales donde solo votaron los hombres.
Triunfó y resultó elegido el brigadier Juan Ignacio San Martín, candidato del Partido Peronista (PP) por un estrecho margen. Su partido obtuvo mayoría absoluta en ambas cámaras y 10 de los 15 convencionales constituyentes. En segundo lugar quedó Alejandro Gallardo, de la Unión Cívica Radical (UCR), con su partido siendo la única representación opositora. En tercer y cuarto lugar quedaron el conservador Partido Demócrata de Córdoba (PD) y el Partido Comunista (PC). El resultado fue considerado, sin embargo, decepcionante para el peronismo, que además de ganar por una mayoría considerada estrecha para la dominación electoral del peronismo a nivel nacional (superando el 64% de los votos en la elección constituyente) y no obtuvo más de la mitad de los votos emitidos.
El brigadier San Martín no cumplió su mandato constitucional debido a que dimitió el 3 de octubre de 1951, al ser designado Ministro de Aeronáutica por el presidente Juan Domingo Perón. Debido a que el vicegobernador Bernardo Lacase había fallecido el 8 de agosto de 1950, el presidente provisional del Senado Provincial, Atilio Antinucci fue el encargado de finalizar el mandato constitucional.

## Resultados

### Gobernador y Vicegobernador, Cámara de Diputados, y Cámara de Senadores
| Fórmula                 | Fórmula               | Partido               | Partido               | Votos   | %     | Diputados | Senadores |
| Gobernador              | Vicegobernador        | Partido               | Partido               | Votos   | %     | Diputados | Senadores |
| ----------------------- | --------------------- | --------------------- | --------------------- | ------- | ----- | --------- | --------- |
| Juan Ignacio San Martín | Bernardo Pío Lacase   |                       | Partido Peronista     | 161.006 | 50,31 | 24/36     | 23/30     |
| Alejandro Gallardo      | Juan A. Mas           |                       | Unión Cívica Radical  | 129.179 | 40,36 | 10/36     | 7/30      |
| Benjamín Palacio        | Cloromiro E. Carranza |                       | Partido Demócrata     | 26.574  | 8,30  | 2/36      |           |
| Miguel Contreras        | Luis F. Sánchez       |                       | Partido Comunista     | 3.286   | 1,03  |           |           |
| Votos positivos         | Votos positivos       | Votos positivos       | Votos positivos       | 320.045 | 97,83 |           |           |
| Votos en blanco         | Votos en blanco       | Votos en blanco       | Votos en blanco       | 6.541   | 2,00  |           |           |
| Votos anulados          | Votos anulados        | Votos anulados        | Votos anulados        | 548     | 0,17  |           |           |
| Participación           | Participación         | Participación         | Participación         | 327.134 | 79,00 |           |           |
| Electores registrados   | Electores registrados | Electores registrados | Electores registrados | 414.078 | 100   |           |           |
| Fuentes:                |                       |                       |                       |         |       |           |           |

### Diputados electos
- Partido Peronista (24):
  - Manuel López Carusillo
  - Raimundo Jorge Fabre
  - Ceferino López
  - Erío Alfredo Bonetto
  - Abdón García
  - Julio César Freire
  - Rafael Vidal
  - Enrique Salvador Carratalá
  - José Alexenicer
  - Alberto Novillo Saravia
  - Ricardo Héctor Armeñanzas
  - Armando Segundo Andruet
  - José Pablo Mosquera Ferrando
  - Luis López Legazpi
  - Aquiles Bernardo Garralda
  - Julio Fortunato Cortés Toro
  - Felipe Santiago Antonio Fox
  - Héctor Manuel Olmedo
  - Santago Puebla
  - Manuel Martín Federico
  - Oscar Ramón Aliaga Argañarás
  - Antonio Martín Iglesias
  - Héctor Francisco Caruso
  - Joaquín Ramón Zuriaga
- Unión Cívica Radical (10):
  - Samuel E. Aracena
  - Julio Brouwer de Koning
  - Carlos A. Duarte
  - Raúl Fernández
  - Osvado E. Monzotti
  - Servando Salguero
  - Oscar D. Santucho
  - Manuel Serra
  - Guillermo V. Stuckert
  - Miguel Barreto
- Partido Demócrata (2):
  - José Aguirre Cámara
  - José Antonio Mercado

### Resultados por departamentos
| Calamuchita 1 Senador        | Calamuchita 1 Senador | Calamuchita 1 Senador | Calamuchita 1 Senador | Calamuchita 1 Senador | Calamuchita 1 Senador                                |
| Partido                      | Partido               | Votos                 | %                     | Bancas                | Candidato a senador                                  |
| ---------------------------- | --------------------- | --------------------- | --------------------- | --------------------- | ---------------------------------------------------- |
|                              | Partido Peronista     | 2.461                 | 46,75                 | 1/1                   | - Juan Carlos Martínez Casas                         |
|                              | Unión Cívica Radical  | 2.261                 | 42,95                 | 0/1                   | - Justo Páez Molina                                  |
|                              | Partido Demócrata     | 542                   | 10,30                 | 0/1                   | - Damián Fernández                                   |
|                              |                       |                       |                       |                       |                                                      |
| Votos positivos              | Votos positivos       | 5.264                 |                       |                       |                                                      |
| Capital 3 Senadores          |                       |                       |                       |                       |                                                      |
| Partido                      | Partido               | Votos                 | %                     | Bancas                | Candidato a senador                                  |
|                              | Partido Peronista     | 46.428                | 56,69                 | 2/3                   | - Federico de Uña - Atilio Antinucci                 |
|                              | Unión Cívica Radical  | 30.844                | 37,66                 | 1/3                   | - Arturo Zanichelli - Ángel de Simone                |
|                              | Partido Demócrata     | 3.642                 | 4,45                  | 0/1                   | - Felipe A. Yofre - Enrique Martínez Paz (h)         |
|                              | Partido Comunista     | 979                   | 1,20                  | 0/1                   | - Carlos R. Pérez - Jesús H. Manzanelli              |
|                              |                       |                       |                       |                       |                                                      |
| Votos positivos              | Votos positivos       | 81.893                |                       |                       |                                                      |
| Colón 1 Senador              |                       |                       |                       |                       |                                                      |
| Partido                      | Partido               | Votos                 | %                     | Bancas                | Candidato a senador                                  |
|                              | Partido Peronista     | 4.668                 | 50,25                 | 1/1                   | - Julio Salusso                                      |
|                              | Unión Cívica Radical  | 3.738                 | 40,24                 | 0/1                   | - Rodolfo R. Amuchástegui                            |
|                              | Partido Demócrata     | 775                   | 8,34                  | 0/1                   | - Arturo Uanini                                      |
|                              | Partido Comunista     | 108                   | 1,16                  | 0/1                   | - Lázaro Barrionuevo                                 |
|                              |                       |                       |                       |                       |                                                      |
| Votos positivos              | Votos positivos       | 9.289                 |                       |                       |                                                      |
| Cruz del Eje 1 Senador       |                       |                       |                       |                       |                                                      |
| Partido                      | Partido               | Votos                 | %                     | Bancas                | Candidato a senador                                  |
|                              | Partido Peronista     | 4.429                 | 52,60                 | 1/1                   | - Juan Francisco Villagra Mías                       |
|                              | Unión Cívica Radical  | 3.361                 | 39,92                 | 0/1                   | - Balbino Ramón Epeche                               |
|                              | Partido Demócrata     | 556                   | 6,60                  | 0/1                   | - David de la Torre Peña                             |
|                              | Partido Comunista     | 74                    | 0,88                  | 0/1                   | - Vidal Ance                                         |
|                              |                       |                       |                       |                       |                                                      |
| Votos positivos              | Votos positivos       | 8.420                 |                       |                       |                                                      |
| General Roca 1 Senador       |                       |                       |                       |                       |                                                      |
| Partido                      | Partido               | Votos                 | %                     | Bancas                | Candidato a senador                                  |
|                              | Partido Peronista     | 2.954                 | 54,43                 | 1/1                   | - Félix Cipriano Borsani                             |
|                              | Unión Cívica Radical  | 2.128                 | 39,21                 | 0/1                   | - Pedro R. Piuzzi Soteres                            |
|                              | Partido Demócrata     | 289                   | 5,33                  | 0/1                   | - Alberto F. Pegassano                               |
|                              | Partido Comunista     | 56                    | 1,03                  | 0/1                   | - Juan Moreira                                       |
|                              |                       |                       |                       |                       |                                                      |
| Votos positivos              | Votos positivos       | 5.427                 |                       |                       |                                                      |
| General San Martín 1 Senador |                       |                       |                       |                       |                                                      |
| Partido                      | Partido               | Votos                 | %                     | Bancas                | Candidato a senador                                  |
|                              | Partido Peronista     | 6.527                 | 45,68                 | 1/1                   | - Manuel Modesto Moreno                              |
|                              | Unión Cívica Radical  | 6.125                 | 42,87                 | 0/1                   | - Aristóbulo M. Balestrini                           |
|                              |                       | 1.510                 | 10,57                 | 0/1                   | - Mateo Reale                                        |
|                              |                       | 125                   | 0,87                  | 0/1                   | - Antonio Vlajovich                                  |
|                              |                       |                       |                       |                       |                                                      |
| Votos positivos              | Votos positivos       | 14.287                |                       |                       |                                                      |
| Ischilín 1 Senador           |                       |                       |                       |                       |                                                      |
| Partido                      | Partido               | Votos                 | %                     | Bancas                | Candidato a senador                                  |
|                              | Partido Peronista     | 3.042                 | 56,89                 | 1/1                   | - Adolfo Joaquín Cividanes                           |
|                              | Unión Cívica Radical  | 1.978                 | 36,99                 | 0/1                   | - Osvaldo Mariano                                    |
|                              | Partido Demócrata     | 298                   | 5,57                  | 0/1                   | - Edgar Ferreyra                                     |
|                              | Partido Comunista     | 29                    | 0,54                  | 0/1                   | - Augusto Ferreyra                                   |
|                              |                       |                       |                       |                       |                                                      |
| Votos positivos              | Votos positivos       | 5.347                 |                       |                       |                                                      |
| Juárez Celman 1 Senador      |                       |                       |                       |                       |                                                      |
| Partido                      | Partido               | Votos                 | %                     | Bancas                | Candidato a senador                                  |
|                              | Partido Peronista     | 4.136                 | 48,43                 | 1/1                   | - José Mauro Hermenegildo Saumell                    |
|                              | Unión Cívica Radical  | 3.423                 | 40,08                 | 0/1                   | - Pedro Isern                                        |
|                              | Partido Demócrata     | 889                   | 10,41                 | 0/1                   | - Octavio Capdevila                                  |
|                              | Partido Comunista     | 93                    | 1,09                  | 0/1                   | - Juan M. Moreno                                     |
|                              |                       |                       |                       |                       |                                                      |
| Votos positivos              | Votos positivos       | 8.541                 |                       |                       |                                                      |
| Marcos Juárez 1 Senador      |                       |                       |                       |                       |                                                      |
| Partido                      | Partido               | Votos                 | %                     | Bancas                | Candidato a senador                                  |
|                              | Partido Peronista     | 10.474                | 55,50                 | 1/1                   | - Delfino Luis Zemme                                 |
|                              | Unión Cívica Radical  | 7.013                 | 37,16                 | 0/1                   | - Abelardo Guillermo Karl                            |
|                              | Partido Demócrata     | 1.088                 | 5,77                  | 0/1                   | - Nicasio P. Germain                                 |
|                              | Partido Comunista     | 296                   | 1,57                  | 0/1                   | - Roger Scarinchi                                    |
|                              |                       |                       |                       |                       |                                                      |
| Votos positivos              | Votos positivos       | 18.871                |                       |                       |                                                      |
| Minas 1 Senador              |                       |                       |                       |                       |                                                      |
| Partido                      | Partido               | Votos                 | %                     | Bancas                | Candidato a senador                                  |
|                              | Partido Peronista     | 801                   | 54,38                 | 1/1                   | - Félix F. Krug                                      |
|                              | Unión Cívica Radical  | 559                   | 37,95                 | 0/1                   | - Miguel A. Rojas de Villafañe                       |
|                              |                       | 113                   | 7,67                  | 0/1                   | - Arturo Carranza Llanos                             |
|                              |                       |                       |                       |                       |                                                      |
| Votos positivos              | Votos positivos       | 1.473                 |                       |                       |                                                      |
| Pocho 1 Senador              |                       |                       |                       |                       |                                                      |
| Partido                      | Partido               | Votos                 | %                     | Bancas                | Candidato a senador                                  |
|                              | Partido Peronista     | 691                   | 44,04                 | 1/1                   | - Cruz de Jesús Lascano                              |
|                              | Unión Cívica Radical  | 523                   | 33,33                 | 0/1                   | - Julio O. Orrico                                    |
|                              | Partido Demócrata     | 355                   | 22,63                 | 0/1                   | - Carlos Julio Torres                                |
|                              |                       |                       |                       |                       |                                                      |
| Votos positivos              | Votos positivos       | 1.569                 |                       |                       |                                                      |
| Punilla 1 Senador            |                       |                       |                       |                       |                                                      |
| Partido                      | Partido               | Votos                 | %                     | Bancas                | Candidato a senador                                  |
|                              | Partido Peronista     | 4.379                 | 46,25                 | 1/1                   | - Carlos Lucas Gallo                                 |
|                              | Unión Cívica Radical  | 4.294                 | 45,35                 | 0/1                   | - Pedro Ortiz                                        |
|                              |                       | 670                   | 7,08                  | 0/1                   | - Roberto Molina                                     |
|                              |                       | 126                   | 1,33                  | 0/1                   | - José M. Herrou Baigorria                           |
|                              |                       |                       |                       |                       |                                                      |
| Votos positivos              | Votos positivos       | 9.469                 |                       |                       |                                                      |
| Río Cuarto 2 Senadores       |                       |                       |                       |                       |                                                      |
| Partido                      | Partido               | Votos                 | %                     | Bancas                | Candidato a senador                                  |
|                              | Partido Peronista     | 13.027                | 50,97                 | 2/2                   | - Eugenio Candía - Pascual Ernesto Lobos Castellanos |
|                              | Unión Cívica Radical  | 9.749                 | 38,15                 | 0/1                   | - José Garini - Enrique Bauduco                      |
|                              | Partido Demócrata     | 2.482                 | 9,71                  | 0/1                   | - Carlos S. Ide - Oscar Elowson                      |
|                              | Partido Comunista     | 299                   | 1,17                  | 0/1                   | - Roberto Tato - Faustino Pulmonare                  |
|                              |                       |                       |                       |                       |                                                      |
| Votos positivos              | Votos positivos       | 25.557                |                       |                       |                                                      |
| Río Primero 1 Senador        |                       |                       |                       |                       |                                                      |
| Partido                      | Partido               | Votos                 | %                     | Bancas                | Candidato a senador                                  |
|                              | Partido Peronista     | 4.796                 | 46,81                 | 1/1                   | - Santiago Cámara                                    |
|                              | Unión Cívica Radical  | 4.244                 | 41,42                 | 0/1                   | - Francisco M. Cornavaca                             |
|                              | Partido Demócrata     | 1.206                 | 11,77                 | 0/1                   | - David M. Trucchi                                   |
|                              |                       |                       |                       |                       |                                                      |
| Votos positivos              | Votos positivos       | 10.246                |                       |                       |                                                      |
| Río Seco 1 Senador           |                       |                       |                       |                       |                                                      |
| Partido                      | Partido               | Votos                 | %                     | Bancas                | Candidato a senador                                  |
|                              | Partido Peronista     | 1.527                 | 51,12                 | 1/1                   | - Leopoldo Julián Caro                               |
|                              | Unión Cívica Radical  | 1.376                 | 46,07                 | 0/1                   | - Federico Neher                                     |
|                              |                       | 84                    | 2,81                  | 0/1                   | - Eduardo G. Paz                                     |
|                              |                       |                       |                       |                       |                                                      |
| Votos positivos              | Votos positivos       | 2.987                 |                       |                       |                                                      |
| Río Segundo 1 Senador        |                       |                       |                       |                       |                                                      |
| Partido                      | Partido               | Votos                 | %                     | Bancas                | Candidato a senador                                  |
|                              | Unión Cívica Radical  | 6.621                 | 46,60                 | 1/1                   | - Héctor Julio Moyano                                |
|                              | Partido Peronista     | 5.770                 | 40,61                 | 0/1                   | - Italo Antonio Colombo                              |
|                              | Partido Demócrata     | 1.737                 | 12,23                 | 0/1                   | - Luis Laje Weskamp                                  |
|                              | Partido Comunista     | 79                    | 0,56                  | 0/1                   | - Isidro Rodríguez                                   |
|                              |                       |                       |                       |                       |                                                      |
| Votos positivos              | Votos positivos       | 14.207                |                       |                       |                                                      |
| Roque Sáenz Peña 1 Senador   |                       |                       |                       |                       |                                                      |
| Partido                      | Partido               | Votos                 | %                     | Bancas                | Candidato a senador                                  |
|                              | Partido Peronista     | 3.247                 | 57,62                 | 1/1                   | - Ángel Bautista Brunetti                            |
|                              | Unión Cívica Radical  | 2.018                 | 35,81                 | 0/1                   | - José Ross                                          |
|                              | Partido Demócrata     | 305                   | 5,41                  | 0/1                   | - Manuel A. Moreyra                                  |
|                              | Partido Comunista     | 65                    | 1,15                  | 0/1                   | - Juan B. Rossano                                    |
|                              |                       |                       |                       |                       |                                                      |
| Votos positivos              | Votos positivos       | 5.635                 |                       |                       |                                                      |
| San Alberto 1 Senador        |                       |                       |                       |                       |                                                      |
| Partido                      | Partido               | Votos                 | %                     | Bancas                | Candidato a senador                                  |
|                              | Unión Cívica Radical  | 2.009                 | 46,19                 | 1/1                   | - Juan Francisco Funes                               |
|                              | Partido Peronista     | 1.832                 | 42,12                 | 0/1                   | - Dardo Estrada                                      |
|                              |                       | 493                   | 11,34                 | 0/1                   | - José Vila Guerrero                                 |
|                              |                       | 15                    | 0,34                  | 0/1                   | - Mario Israelson                                    |
|                              |                       |                       |                       |                       |                                                      |
| Votos positivos              | Votos positivos       | 4.349                 |                       |                       |                                                      |
| San Javier 1 Senador         |                       |                       |                       |                       |                                                      |
| Partido                      | Partido               | Votos                 | %                     | Bancas                | Candidato a senador                                  |
|                              | Partido Peronista     | 2.831                 | 45,00                 | 1/1                   | - Pedro Ochoa                                        |
|                              | Unión Cívica Radical  | 2.438                 | 38,75                 | 0/1                   | - Alfredo J. Ferrari                                 |
|                              |                       | 952                   | 15,13                 | 0/1                   | - Ernesto Castellano                                 |
|                              |                       | 70                    | 1,11                  | 0/1                   | - Juan W. Quinteros                                  |
|                              |                       |                       |                       |                       |                                                      |
| Votos positivos              | Votos positivos       | 6.291                 |                       |                       |                                                      |
| San Justo 2 Senadores        |                       |                       |                       |                       |                                                      |
| Partido                      | Partido               | Votos                 | %                     | Bancas                | Candidato a senador                                  |
|                              | Unión Cívica Radical  | 12.892                | 43,57                 | 2/2                   | - José M. Barreiro - Ignacio Alejandro Ugarte        |
|                              | Partido Peronista     | 12.694                | 42,90                 | 0/1                   | - José Basso - Fernando Víctor García Montaño        |
|                              | Partido Demócrata     | 3.669                 | 12,40                 | 0/1                   | - Ezio J. Bellone - Enrique Venturuzzi               |
|                              | Partido Comunista     | 332                   | 1,12                  | 0/1                   | - Pascual Salomón - Arturo Medina                    |
|                              |                       |                       |                       |                       |                                                      |
| Votos positivos              | Votos positivos       | 29.587                |                       |                       |                                                      |
| Santa María 1 Senador        |                       |                       |                       |                       |                                                      |
| Partido                      | Partido               | Votos                 | %                     | Bancas                | Candidato a senador                                  |
|                              | Partido Peronista     | 3.796                 | 48,61                 | 1/1                   | - Tomás Ramón A. García Vieyra                       |
|                              | Unión Cívica Radical  | 3.236                 | 41,44                 | 0/1                   | - Héctor Llorens                                     |
|                              | Partido Demócrata     | 731                   | 9,36                  | 0/1                   | - Carlos Bustos Argañarás                            |
|                              | Partido Comunista     | 46                    | 0,59                  | 0/1                   | - José María García                                  |
|                              |                       |                       |                       |                       |                                                      |
| Votos positivos              | Votos positivos       | 7.809                 |                       |                       |                                                      |
| Sobremonte 1 Senador         |                       |                       |                       |                       |                                                      |
| Partido                      | Partido               | Votos                 | %                     | Bancas                | Candidato a senador                                  |
|                              | Partido Peronista     | 744                   | 64,36                 | 1/1                   | - Juan Bautista Alberto Loza                         |
|                              | Unión Cívica Radical  | 380                   | 32,87                 | 0/1                   | - Rodolfo Monguillot                                 |
|                              |                       | 32                    | 2,77                  | 0/1                   | - Oscar D. Oliva Funes                               |
|                              |                       |                       |                       |                       |                                                      |
| Votos positivos              | Votos positivos       | 1.156                 |                       |                       |                                                      |
| Tercero Arriba 1 Senador     |                       |                       |                       |                       |                                                      |
| Partido                      | Partido               | Votos                 | %                     | Bancas                | Candidato a senador                                  |
|                              | Unión Cívica Radical  | 7.016                 | 48,93                 | 1/1                   | - Justo Magnasco                                     |
|                              | Partido Peronista     | 5.562                 | 38,79                 | 0/1                   | - Juan Antonio García                                |
|                              |                       | 1.557                 | 10,86                 | 0/1                   | - Humberto Haedo                                     |
|                              |                       | 203                   | 1,42                  | 0/1                   | - Rolando Gargiulo                                   |
|                              |                       |                       |                       |                       |                                                      |
| Votos positivos              | Votos positivos       | 14.338                |                       |                       |                                                      |
| Totoral 1 Senador            |                       |                       |                       |                       |                                                      |
| Partido                      | Partido               | Votos                 | %                     | Bancas                | Candidato a senador                                  |
|                              | Partido Peronista     | 1.532                 | 42,99                 | 1/1                   | - Luis Noel Moyano Trebucq                           |
|                              | Unión Cívica Radical  | 1.270                 | 35,63                 | 0/1                   | - Ange Zeppa                                         |
|                              | Partido Demócrata     | 762                   | 21,38                 | 0/1                   | - Natal R. Crespo                                    |
|                              |                       |                       |                       |                       |                                                      |
| Votos positivos              | Votos positivos       | 3.564                 |                       |                       |                                                      |
| Tulumba 1 Senador            |                       |                       |                       |                       |                                                      |
| Partido                      | Partido               | Votos                 | %                     | Bancas                | Candidato a senador                                  |
|                              | Unión Cívica Radical  | 1.770                 | 45,49                 | 1/1                   | - Pedro A. Albertini                                 |
|                              | Partido Peronista     | 1.682                 | 43,23                 | 0/1                   | - César Antonio Gil                                  |
|                              | Partido Demócrata     | 425                   | 10,92                 | 0/1                   | - Arturo Lascano Etchegoyen                          |
|                              | Partido Comunista     | 14                    | 0,36                  | 0/1                   | - Marcelo Palomeque                                  |
|                              |                       |                       |                       |                       |                                                      |
| Votos positivos              | Votos positivos       | 3.891                 |                       |                       |                                                      |
| Unión 1 Senador              |                       |                       |                       |                       |                                                      |
| Partido                      | Partido               | Votos                 | %                     | Bancas                | Candidato a senador                                  |
|                              | Partido Peronista     | 10.976                | 53,56                 | 1/1                   | - José Rosa López                                    |
|                              | Unión Cívica Radical  | 7.913                 | 38,62                 | 0/1                   | - Eduardo Daneri                                     |
|                              | Partido Demócrata     | 1.419                 | 6,92                  | 0/1                   | - Sem M. Rodríguez                                   |
|                              | Partido Comunista     | 183                   | 0,89                  | 0/1                   | - José Acosta                                        |
|                              |                       |                       |                       |                       |                                                      |
| Votos positivos              | Votos positivos       | 20.491                |                       |                       |                                                      |

## Rechazo a los resultados
A pesar de sus buenos resultados, el radicalismo, así como los demócratas y los comunistas, no reconocieron el resultado e impugnaron las elecciones, bajo el alegato de que San Martín no cumplía los requisitos constitucionales para ser candidato, pues la constitución de 1923 establecía que el gobernador debía o bien ser un cordobés nativo, o bien haber residido en la provincia de manera continua durante al menos un período constitucional (es decir, cuatro años de residencia). San Martín era oriundo de Capital Federal y no residía en Córdoba. Sin embargo, el 24 de febrero de 1949, después de meses de debate político y jurídico, las dos cámaras legislativas, de mayoría oficialista, ratificaron y proclamaron electo a San Martín, que asumió definitivamente el cargo el 12 de marzo.